# Sumner (Washington)

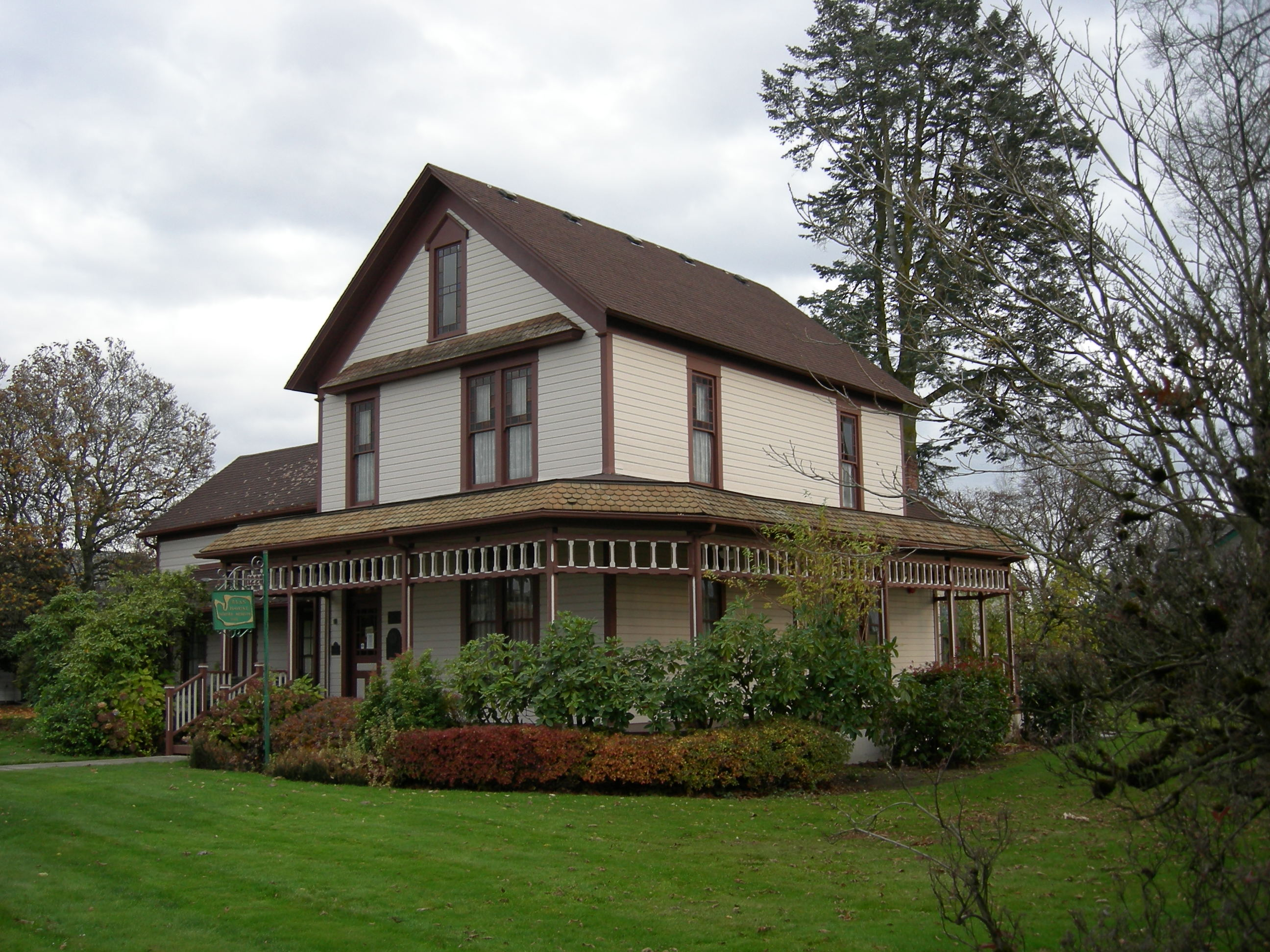
Sumners Ryan House (das heutige Historical Museum) steht im National Register of Historic Places

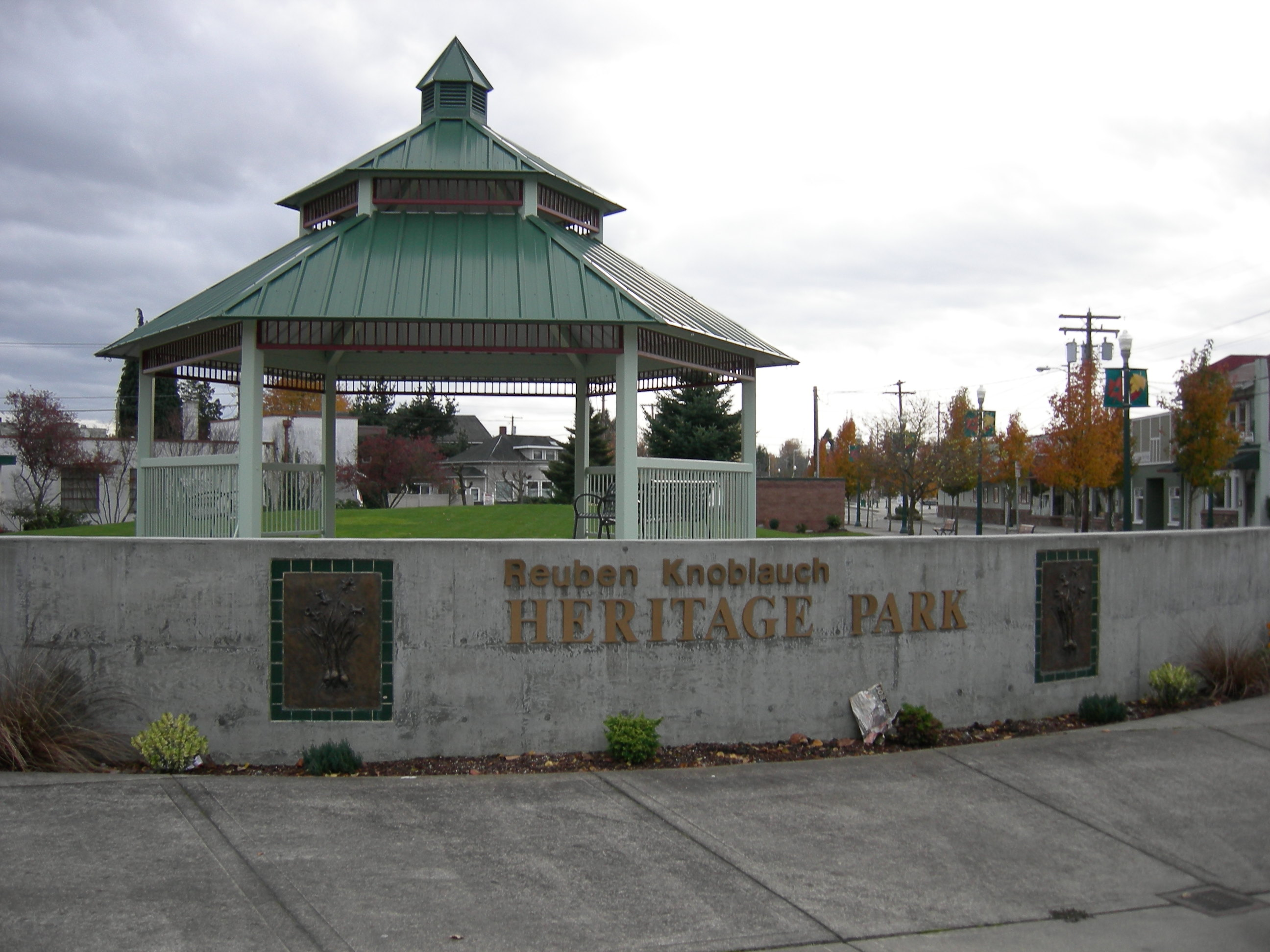
Der Reuben Knoblauch Heritage Park nahe der Sounder Commuter Rail Station, die Sumner mit Seattle und Tacoma verbindet

Sumner ist eine Stadt (City) im nördlichen Pierce County im US-Bundesstaat Washington. Zum United States Census 2020 hatte Sumner 10.621 Einwohner. Die nächstgelegenen Städte sind Puyallup im Westen, Auburn im Norden und Bonney Lake im Osten.

## Geschichte
Sumner wurde 1853 als „Stuck Junction“ gegründet und 1883 von George H. Ryan in Erwartung eines Halts der Northern Pacific Railway parzelliert. Die Stadt wurde bis 1891 „Franklin“ genannt, als das Post-Ministerium eine Namensänderung aufgrund der Verwechslungsgefahr mit ähnlich benannten Städten anforderte. Der Name des abolitionistischen Senators Charles Sumner wurde für die Stadt durch Verlosung bestimmt.

## Geographie
Nach dem United States Census Bureau nimmt die Stadt eine Gesamtfläche von 19,74 km² ein, wovon 19,45 km² Land- und der Rest Wasserflächen sind.
Nach Orting liegen Sumner and Puyallup geographisch als nächste in einer Linie, die durch einen Lahar getroffen würden, wenn der Mount Rainier künftig ausbräche. Dies wird in der „Most Dangerous“ betitelten Episode der Modern Marvels, einer US-amerikanischen TV-Serie, dargestellt, die eine Simulation eines Lahars nach einer Eruption im Orting Valley und im Puyallup Valley enthält.

## Demographie

### Census 2000
Nach der Volkszählung von 2000 gab es in Sumner 8.504 Einwohner, 3.517 Haushalte und 2.215 Familien. Die Bevölkerungsdichte betrug 490,8 pro km². Es gab 3.689 Wohneinheiten bei einer mittleren Dichte von 212,9 pro km².
Die Bevölkerung bestand zu 90,32 % aus Weißen, zu 0,93 % aus Afroamerikanern, zu 1,41 % aus Indianern, zu 1,66 % aus Asiaten, zu 0,24 % aus Pazifik-Insulanern, zu 2,42 % aus anderen „Rassen“ und zu 3,02 % aus zwei oder mehr „Rassen“. Hispanics oder Latinos „jeglicher Rasse“ bildeten 5,97 % der Bevölkerung.
Von den 3517 Haushalten beherbergten 32 % Kinder unter 18 Jahren, 44,4 % wurden von zusammen lebenden verheirateten Paaren, 13,7 % von alleinerziehenden Müttern geführt; 37 % waren Nicht-Familien. 30,7 % der Haushalte waren Singles und 11,8 % waren alleinstehende über 65-jährige Personen. Die durchschnittliche Haushaltsgröße betrug 2,4 und die durchschnittliche Familiengröße 2,98 Personen.
Der Median des Alters in der Stadt betrug 35 Jahre. 26,5 % der Einwohner waren unter 18, 8,7 % zwischen 18 und 24, 30,3 % zwischen 25 und 44, 21,1 % zwischen 45 und 64 und 13,4 65 Jahre oder älter. Auf 100 Frauen kamen 94 Männer, bei den über 18-Jährigen waren es 89 Männer auf 100 Frauen.
Alle Angaben zum mittleren Einkommen beziehen sich auf den Median. Das mittlere Haushaltseinkommen betrug 38.598 US$, in den Familien waren es 42.602 US$. Männer hatten ein mittleres Einkommen von 36.250 US$ gegenüber 29.221 US$ bei Frauen. Das Pro-Kopf-Einkommen betrug 18.696 US$. Etwa 4,5 % der Familien und 8,5 % der Gesamtbevölkerung lebte unterhalb der Armutsgrenze; das betraf 9,3 % der unter 18-Jährigen und 8,6 % der über 65-Jährigen.

### Census 2010
Nach der Volkszählung von 2010 gab es in Sumner 9.451 Einwohner, 3.980 Haushalte und 2.454 Familien. Die Bevölkerungsdichte betrug 485,9 pro km². Es gab 3.689 Wohneinheiten bei einer mittleren Dichte von 220 pro km².
Die Bevölkerung bestand zu 87,3 % aus Weißen, zu 1,2 % aus Afroamerikanern, zu 1 % aus Indianern, zu 2,4 % aus Asiaten, zu 0,4 % aus Pazifik-Insulanern, zu 3,4 % aus anderen „Rassen“ und zu 4,3 % aus zwei oder mehr „Rassen“. Hispanics oder Latinos „jeglicher Rasse“ bildeten 10,1 % der Bevölkerung.
Von den 3980 Haushalten beherbergten 31,8 % Kinder unter 18 Jahren, 40,8 % wurden von zusammen lebenden verheirateten Paaren, 14,7 % von alleinerziehenden Müttern und 6,2 % von alleinstehenden Vätern geführt; 38,3 % waren Nicht-Familien. 31,7 % der Haushalte waren Singles und 13,1 % waren alleinstehende über 65-jährige Personen. Die durchschnittliche Haushaltsgröße betrug 2,37 und die durchschnittliche Familiengröße 2,97 Personen.
Der Median des Alters in der Stadt betrug 38,2 Jahre. 24,4 % der Einwohner waren unter 18, 8,1 % zwischen 18 und 24, 26,7 % zwischen 25 und 44, 25,8 % zwischen 45 und 64 und 14,9 65 Jahre oder älter. Von den Einwohnern waren 48,2 % Männer und 51,8 % Frauen.

## Verkehr
Zusätzlich zu Straßen und Highway-Verbindungen wird Sumner auch von der Sounder Commuter Rail bedient, welche am Bahnhof in Downtown hält und Sumner direkt mit dem Großteil der Puget-Sound-Region einschließlich Seattle und Tacoma verbindet.

## Bibliotheken
Sumner hat eine Zweigstelle des Pierce County Library System, die an sieben Tagen in der Woche geöffnet ist.

## Kultur
Sumner richtet einen Teil des jährlich stattfindenden vierteiligen Daffodil Festival aus, das jedes Jahr im April in Tacoma, Puyallup, Sumner und Orting stattfinden.

## Persönlichkeiten
- Eddie Dew (1909–1972), Schauspieler und Regisseur, hier geboren
- Wayne Northrop (1947–2024), Schauspieler, hier geboren

## Ansässige Firmen
- Diono  – Kindersitzhersteller mit Hauptsitz in Sumner